# Rádio Popular (empresa)
A Radio Popular (lê-se Rádio Popular) é uma empresa portuguesa de comércio a retalho de electrodomésticos. Foi fundada a 13 de julho de 1977 na Rua do Loureiro, no Porto. A companhia está presente em Portugal Continental e nas ilhas com mais de 60 lojas físicas para além de uma virtual.

## História
Em 1977 foi quando abriu a primeira loja da Radio Popular na Rua do Loureiro no Porto. Anos mais tarde, em 1998, a marca inaugurou o seu primeiro grande espaço de comercialização de eletrodomésticos, na Maia. Com o passar dos anos, a empresa veio a crescer e atualmente tem 62 lojas de norte a sul de Portugal e regiões autónomas do país e tem em exposição permanente mais de 50 mil produtos de informática e telecomunicações e eletrodomésticos e emprega mais de 1.000 pessoas.